# Eggiwil
Eggiwil est une commune suisse du canton de Berne, située dans l'arrondissement administratif de l'Emmental.

## Géographie
La commune d'Eggiwil se trouve dans le haut Emmental. Les communes voisines sont Signau, Langnau, Röthenbach, Schangnau, Marbach, Trub et Trubschachen. Les rivières Emme et Röthenbach traversent la commune. Le point le plus élevé est la Wachthubel à 1 414 mètres d'altitude, le point le plus bas se trouve dans la Aeschau à 690 mètres d'altitude.
Eggiwil est l'exemple typique d'un habitat dispersé dans la zone de collines préalpines. Les collines  divisent la communauté en différents hameaux. Pour éviter que les trajets scolaires ne deviennent interminables, il y a six bâtiments scolaires pour les près de 2 500 habitants. Quatre d'entre eux sont des établissements d'enseignement général.

## Histoire
Après la construction de l'église en 1641, Eggiwil est devenue une paroisse indépendante en 1648.

## Personnalités
- Friedrich Eymann (1887-1954), théologien réformé, pédagogue et anthroposophe, prêtre à Eggiwil de 1913 à 1928.
- Bruno Brechbühl (né en 1974), joueur de hockey sur glace.
- Nicholas Steiner (né en 1991), joueur de hockey sur glace.